# 第1次世界童軍大露營
第1次世界童軍大露營（英語：1st World Scout Jamboree）於1920年7月30日至1920年8月8日舉辦，地點位於英國奧林匹亞展覽中心。此次活動共計8,000名童軍，34個國家參與，住在佔地6英畝（24,000平方）的玻璃屋頂建築物中。
該次活動也促使童軍活動創始人羅伯特·貝登堡被稱為世界童軍總領袖。其活動的秘書為A·G·韋德（A. G. Wade）。

## 奧林匹亞展覽中心與露營

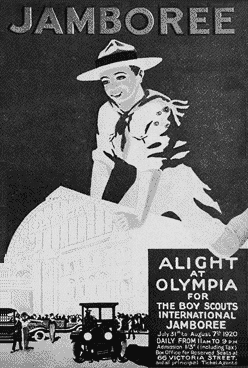
第1次世界童軍大露營的海報

奧林匹亞展覽中心裡面鋪滿了30公分厚的泥土層，可以讓童軍成員們在玻璃屋頂的大廳內搭帳棚。

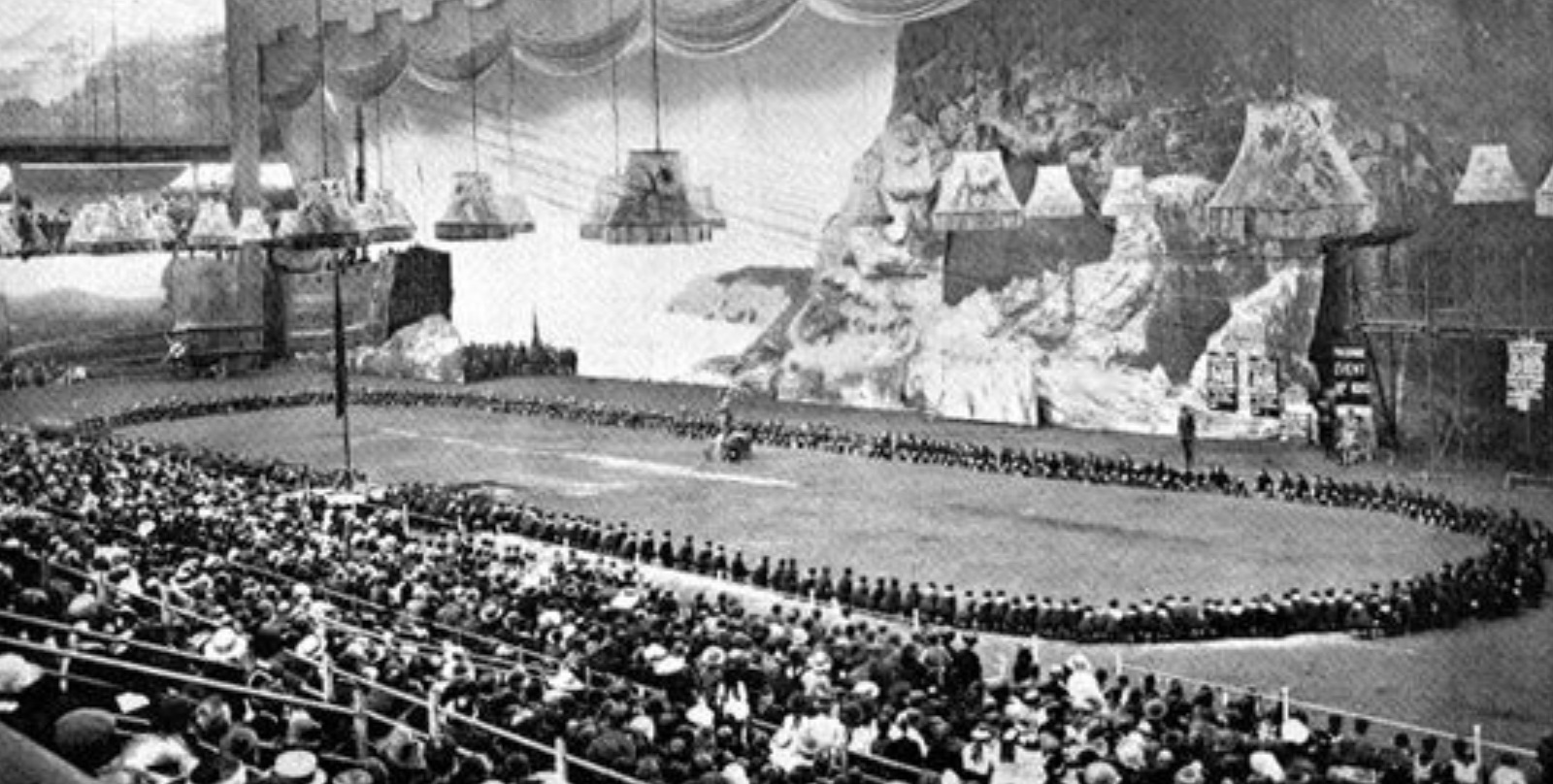
500名幼童軍在奧林匹亞展覽中心表演吼聲

然而，將近5,000名童軍成員另外在鄰近里奇蒙的老鹿公園露營。這些童軍成員輪流進出奧林匹亞展覽中心，以讓他們有機會參與中心內的活動。其中一晚，泰晤士河氾濫波及營地，使得童軍成員不得不撤離。
在大露營期間，奧林匹亞展覽中心曾舉辦了多場展覽、大會與比賽。

## 參與國家與地區
- 比利时
- 錫蘭
- 智利
- 中國
- 捷克斯洛伐克
- 丹麦
- 英格兰
- 爱沙尼亚
- 法國
- 直布罗陀
- 希臘
- 印度
- 愛爾蘭
- 義大利
- 牙买加
- 日本
- 盧森堡
- 馬來亞
- 馬爾他
- 荷蘭
- 新西兰
- 挪威
- 葡萄牙
- 羅馬尼亞
- 苏格兰
- 塞爾維亞-克羅地亞-斯洛文尼亞
- 暹羅
- 南非
- 西班牙
- 瑞典
- 瑞士
- 美国

## 官方布章
此次大露營並沒有發行官方布章，直到第2次世界童軍大露營才開始製作。後來為了完善大露營的布章系列，才出現了第1次大露營的佔位布章。